# Wiebke Hendriksen
Wiebke Hendriksen (Kleve, 31 januari 1951) is een voormalig professioneel tafeltennisster die uitkwam voor de West-Duitsland.
Zij werd tweemaal Europees kampioen op de Europese kampioenschappen tafeltennis.

## Belangrijkste resultaten
- EK
  -  Goud met het team in 1968 in Lyon.
  -  Goud in de gemengd dubbel in 1978 in Duisburg.
  -  Zilver met het team in 1972 in Rotterdam.
  -  Brons in het enkelspel in 1976 in Praag.

- Top-12
  -  Brons in 1975